# Христианство в Австрии

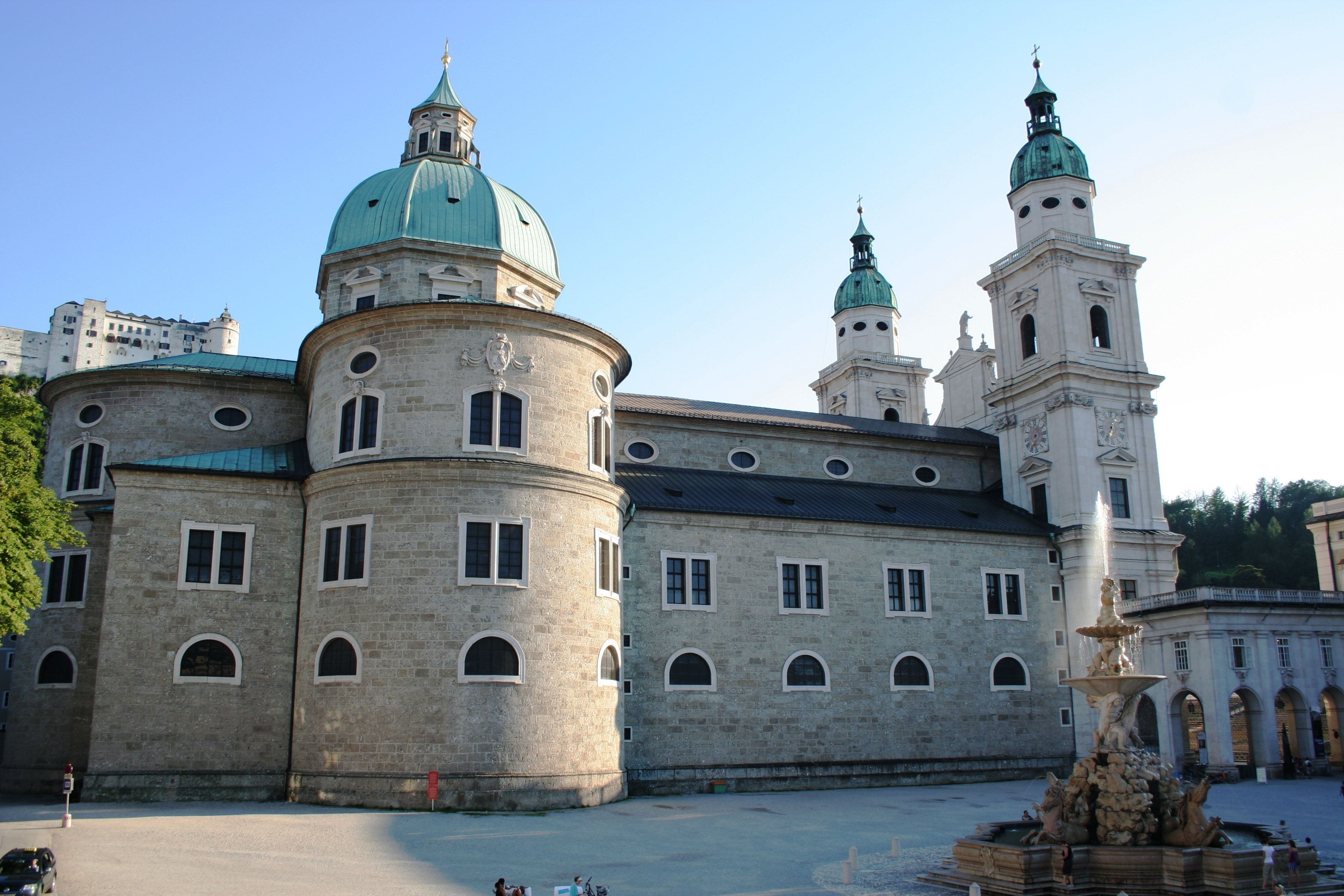
Кафедральный собор в Зальцбурге

Христианство в Австрии — самая распространённая религия в стране.
По данным исследовательского центра Pew Research Center в 2010 году в Австрии проживало 6,97 млн христиан, которые составляли 83 % населения этой страны. Энциклопедия «Религии мира» Дж. Г. Мелтона оценивает долю христиан в 2010 году в 75,9 % (6,7 млн).
Крупнейшим направлением христианства в стране является католицизм. В 2000 году в Австрии действовало 4 тыс. христианских церквей и мест богослужения, принадлежащих 78 различным христианским деноминациям.
Помимо австрийцев, христианами также является большинство живущих в стране немцев, сербов, хорватов, албанцев, поляков, словенцев, русских, венгров, чехов, греков и др. европейцев.
Ряд христианских церквей страны объединены в Экуменический совет церквей Австрии (включает в себя лютеран, реформаторов, баптистов, методистов, англикан, католиков, старокатоликов и православных). Совет, созданный в 1958 году, связан со Всемирным советом церквей. Консервативные евангельские группы объединены в Австрийский евангельский альянс, связанный со Всемирным евангельским альянсом.